# 7 Samurai Sessions -We’re Kavki Boiz-
7 Samurai Sessions -We’re Kavki Boiz- — студийный мини-сборник японского J-Rock-исполнителя Мияви, изданный в 2007 году.

## Об альбоме
7 Samurai Sessions -We’re Kavki Boiz- включает семь композиций с альбомов Gagaku, Galyuu, Miyavizm, MYV Pops и Miyaviuta ~Dokusou~, перезаписанные Мияви совместно с командой Kavki Boiz в новой аранжировке. Стиль записи тяготеет к хип-хопу, блюзу и, в некоторой степени, джазу. Новые версии песен отличает скрипучий стиль игры на гитаре, ритмичный тёрнтейблизм и битбоксинг. Таким образом восточный музыкант хотел расширить свою аудиторию, создав звучание, ориентированное на западного слушателя, а также поэкспериментировать в незнакомых ему музыкальных стилях. Пластинка 7 Samurai Sessions -We’re Kavki Boiz- заняла 44-ю строчку в хит-параде Oricon.

## Список композиций
| №  | Название                                                | Японское название                                  | Длительность |
| -- | ------------------------------------------------------- | -------------------------------------------------- | ------------ |
| 1. | «Selfish Love -Aishitekure, Aishiteru Kara-»            | Selfish love –愛してくれ、愛してるから–            | 6:49         |
| 2. | «Rock ’N’ Roll Is not Dead»                             | 邦題：ロックンロールは眠らない                     | 4:27         |
| 3. | «Ame ni Utaeba -Pichi Pichi Chapu Chapu Ran Ran Blues-» | 雨に唄えば～ピチピチチャプチャプランランブルース～ | 3:46         |
| 4. | «Girls, Be Ambitious»                                   |                                                    | 3:28         |
| 5. | «Shouri no V-Rock!!»                                    | 勝利のV-ROCK!!                                     | 4:14         |
| 6. | «Ashita, Genki ni Naare»                                | あしタ、元気ニなぁレ                               | 4:21         |
| 7. | «Kimi ni Negai Wo»                                      | 君に願いを                                         | 5:32         |

## Участники записи
- 雅-miyavi- — вокал, акустическая гитара
- TYKO — битбоксинг
- SARO — чечётка
- DJ HANGER — вертушки
- hige-chang — бас-гитара
- Ryo Yamagata — ударные
- STING — рэп
- YORKE — художник